# E'Twaun Moore
E'Twaun Donte Moore (East Chicago, Indiana, 25 de febrero de 1989) es un exjugador de baloncesto estadounidense que disputó diez temporadas en la NBA. Con 1,93 metros de estatura, jugaba en la posición de escolta, aunque también podía hacerlo de base.

## Trayectoria deportiva

### Universidad
Jugó durante cuatro temporadas con los Boilermakers de la Universidad de Purdue, en las que promedió 15,3 puntos, 4,4 rebotes y 2,9 asistencias por partido. En su primera temporada lideró a su equipo en anotación, con 12,9 puntos por partido, siendo el primer novato en conseguirlo a lo largo de la historia. Ese año fue incluido en el mejor quinteto de rookies y en el segundo absoluto de la Big Ten Conference.
En su segunda temporada en el equipo volvió a liderarlo en anotación, acabando segundo en asistencias y tercero en rebotes. Llevó a su equipo a conseguir por primera vez el Torneo de la Big Ten, siendo incluido en el mejor quinteto del mismo. Nuevamente fue incluido en el segundo mejor quinteto de la conferencia.
Al comienzo de la temporada 2009-10, fue elegido aspirante al Premio John R. Wooden. Lideró al equipo en anotación nuevamente, con 16,5 puntos por partido, siendo incluido por primera vez en el mejor quinteto de la conferencia.
Antes del comienzo de su temporada sénior, decidió renunciar a la misma para ser incluido en el Draft de la NBA de 2010 junto con su compañero JaJuan Johnson, pero finalmente decidió completar su ciclo universitario. En el mes de febrero logró su mejor registro anotador en un partido, 38 puntos ante Ohio State, incluidos 7 triples, a la vez que conseguía superar la barrera de los 2000 puntos. Por segundo año consecutivo sería incluido en el mejor quinteto de la Big Ten.

### Profesional
Fue elegido en la quincuagésimo quinta posición del Draft de la NBA de 2011 por Boston Celtics, aunque mientras duró el lockout de la liga jugó en el Benetton Treviso de la liga italiana. Debutó en la NBA el día de Navidad, jugando 4 segundos ante New York Knicks.
El 20 de julio de 2012 es traspasado a Houston Rockets, en un acuerdo a tres bandas. Poco tiempo después sería cortado, siendo contratado inmediatamente por Orlando Magic.
El 18 de septiembre de 2014 firma un contrato de 2 años con los Chicago Bulls. Durante la primera temporada no juega mucho debido a que el entrenador Tom Thibodeau prefiere utilizar a un hombre de su confianza como Kirk Hinrich. Aun así, establece la mejor marca anotadora de su carrera el 5 de marzo de 2015 ante Oklahoma City Thunder con 19 puntos, incluido el triple que da la victoria a falta de 2.1 segundos. En la temporada 2015-2016 y con un nuevo entrenador, Fred Hoiberg, Moore forma parte de la rotación durante el primer mes y medio de la temporada, pero se cae de ella el 9 de diciembre en beneficio de Aaron Brooks. El 1 y 3 de enero ayuda al equipo en las victorias contra New York Knicks y Toronto Raptors respectivamente; y el 14 de enero vuelve a la rotación anotando los 7 primeros puntos en la prórroga que ayudan a remontar 24 puntos frente a los Sixers. El 28 de enero de 2016, la inconsistencia de Tony Snell y la operación por apendicitis de Nikola Mirotić hacen que Moore pase a formar parte del quinteto titular. El 3 de febrero, vuelve a establecer la mejor marca anotadora de su carrera con 24 puntos en la victoria en Sacramento, que iguala el 21 de febrero frente a Los Angeles Lakers en el último partido de Kobe Bryant en el United Center.
El 21 de julio de 2016 fichó por los New Orleans Pelicans.
Después de cuatro años en New Orleans, el 22 de noviembre de 2020, firma con Phoenix Suns.
Tras una temporada en Phoenix, el 8 de septiembre firma para volver a los Orlando Magic por 1 temporada y $2,6 millones, pero una grave lesión, que le hizo perderse toda la temporada, provocó que fuera finalmente cortado en febrero de 2022, sin haber debutado.

### Retirada
Tras no contar para ningún equipo decidió decirase a los negocios, siendo gerente de dos restaurantes McAlister's Deli, de una empresa de trasportes en Florida, y de varias propiedades repartidas entre Indiana, New Orleans y Texas.
En 2024 fue contratado como ojeador de los Chicago Bulls.

## Estadísticas de su carrera en la NBA

### Temporada regular
| Año     | Equipo      | PJ  | PT  | MPP  | %TC  | %3P  | %TL   | RPP | APP | ROB | TPP | PPP  |
| ------- | ----------- | --- | --- | ---- | ---- | ---- | ----- | --- | --- | --- | --- | ---- |
| 2011-12 | Boston      | 38  | 0   | 8.7  | .387 | .378 | 1.000 | .9  | .9  | .3  | .1  | 2.9  |
| 2012-13 | Orlando     | 75  | 21  | 22.4 | .396 | .340 | .797  | 2.2 | 2.7 | .7  | .3  | 7.8  |
| 2013-14 | Orlando     | 79  | 3   | 19.1 | .428 | .354 | .765  | 1.7 | 1.4 | .8  | .2  | 6.3  |
| 2014-15 | Chicago     | 56  | 0   | 9.0  | .446 | .342 | .600  | .8  | .6  | .4  | .1  | 2.7  |
| 2015-16 | Chicago     | 59  | 22  | 21.4 | .481 | .452 | .629  | 2.3 | 1.7 | .6  | .3  | 7.5  |
| 2016-17 | New Orleans | 73  | 22  | 24.9 | .457 | .370 | .770  | 2.1 | 2.2 | .7  | .4  | 9.6  |
| 2017-18 | New Orleans | 82  | 80  | 31.5 | .508 | .425 | .706  | 2.9 | 2.3 | 1.0 | .1  | 12.5 |
| 2018-19 | New Orleans | 53  | 36  | 27.6 | .481 | .432 | .763  | 2.4 | 1.9 | .8  | .2  | 11.9 |
| 2019-20 | New Orleans | 56  | 6   | 18.2 | .426 | .377 | .689  | 2.3 | 1.4 | .6  | .2  | 8.3  |
| 2020-21 | Phoenix     | 27  | 1   | 14.4 | .455 | .314 | .857  | 1.7 | 1.5 | .6  | .2  | 4.9  |
| Total   | Total       | 598 | 191 | 21.0 | .455 | .388 | .742  | 2.0 | 1.8 | .7  | .2  | 7.9  |

### Playoffs
| Año   | Equipo      | PJ | PT | MPP  | %TC  | %3P   | %TL  | RPP | APP | ROB | TPP | PPP  |
| ----- | ----------- | -- | -- | ---- | ---- | ----- | ---- | --- | --- | --- | --- | ---- |
| 2012  | Boston      | 9  | 0  | 2.3  | .250 | .000  | .500 | .3  | .3  | .0  | .1  | .6   |
| 2015  | Chicago     | 3  | 0  | 3.0  | .333 | 1.000 | -    | 1.0 | .0  | .7  | .0  | 1.7  |
| 2018  | New Orleans | 9  | 9  | 31.6 | .466 | .360  | .688 | 2.6 | 1.7 | .7  | .1  | 11.3 |
| 2021  | Phoenix     | 7  | 0  | 6.6  | .444 | .200  | —    | 1.4 | 1.3 | .1  | .0  | 2.4  |
| Total | Total       | 28 | 9  | 12.9 | .442 | .333  | .667 | 1.4 | 1.0 | .3  | .1  | 4.6  |

## Vida personal
Moore nació en East Chicago (Indiana), hijo de Ezell y Edna Moore. Tiene un hermano, Ezell y una hermana, Ekeisha.